# كاثي بورك
كاثي بورك (بالإنجليزية: Kathy Burke)‏ ممثلة إنجليزية من مواليد 13 يونيو 1964، حاصلة على جائزة أفضل ممثلة من مهرجان كان السينمائي عام 1997 عن دورها في فيلم لا شيء بالفم.

## روابط خارجية
- KathyBurke.co.uk
- كاثي بورك على موقع IMDb (الإنجليزية)
- كاثي بورك على موقع ألو سيني (الفرنسية)
- كاثي بورك على موقع ميوزك برينز (الإنجليزية)
- كاثي بورك على موقع أول موفي (الإنجليزية)
- كاثي بورك على موقع قاعدة بيانات الأفلام السويدية (السويدية)
- كاثي بورك على موقع إن إن دي بي (الإنجليزية)
- كاثي بورك على موقع ديسكوغز (الإنجليزية)
- كاثي بورك على موقع قاعدة بيانات الفيلم (الإنجليزية)
- كاثي بورك على موقع كينوبويسك (الروسية)